# Sabetha, Kansas
Sabetha, Kansas (енгл. Sabetha) град је у америчкој савезној држави Канзас.

## Демографија
По попису из 2010. године број становника је 2.571, што је 18 (-0,7%) становника мање него 2000. године.
| Група             | 2000.         | 2010.         |
| Белци             | 2.528 (97,6%) | 2.472 (96,1%) |
| Афроамериканци    | 24 (0,9%)     | 24 (0,9%)     |
| Азијати           | 5 (0,2%)      | 3 (0,1%)      |
| Хиспаноамериканци | 8 (0,3%)      | 26 (1,0%)     |
| Укупно            | 2.589         | 2.571         |